# Siegen Hauptbahnhof
Siegen Hauptbahnhof ist der wichtigste und größte Personenbahnhof der fünf Personenbahnhöfe und Haltepunkte in der nordrhein-westfälischen Stadt Siegen. Er befindet sich in der Siegener Unterstadt in unmittelbarer Nähe zum Busbahnhof sowie den Einkaufszentren Sieg Carré und City-Galerie.
Der Bahnhof zählt in der Spitze rund 150 Ankünfte und Abfahrten pro Tag. 2019 wurden etwa 14.500 Reisende und Besucher pro Tag gezählt.

## Geschichte
Der Bahnhof wurde am 10. Januar 1861 gleichzeitig mit der Zweigstrecke von Siegen nach Betzdorf, die heute Teil der Siegstrecke ist, eröffnet. Damit war der südwestliche Teil des Geländes, das Bahnbetriebswerk in den noch erhaltenen Gebäuden sowie die Gleise mit den heutigen Nummern ab 50 Endstation der für den Bau dieser Strecke verantwortlichen Cöln-Mindener Eisenbahn-Gesellschaft (CME), die erst ab 1880 vom preußischen Staat verwaltet wurde. Der gegenüber dem Betriebswerk liegende Güterbahnhof wurde Ende der 1990er Jahre von der ECE Group mit der City-Galerie überbaut, und der einzige verbliebene Kunde richtete sich in den Anlagen des Bahnhofs Weidenau neu ein.
Das Teilstück von Altena nach Siegen der Ruhr-Sieg-Strecke wurde im selben Jahr am 6. August 1861 eröffnet, somit nutzte die federführende Bergisch-Märkische Eisenbahn-Gesellschaft als ihre Endstation den nordöstlichen Teil mit den Gleisen ab Nummer 1. Deren Anlagen zur Unterhaltung von Rollmaterial wurden nach ihrer Verstaatlichung 1882 zum Ausbesserungswerk, das vollständig mit der Hüttentalstraße überbaut wurde. In diesem Rahmen wurde auch kein eigenes Gleis mehr zum früheren Hauptpostamt vorgesehen, da das Briefzentrum 57 an die Autobahn verlegt worden war.
Von Anfang an unter staatlicher Initiative und Beteiligung stand die Gründung der Eisern-Siegener Eisenbahn (inzwischen Teil der Kreisbahn Siegen-Wittgenstein) und die Anbindung ihres zentralen Bahnhofs Eintracht an den Güterbahnhof Siegen, aufgrund derer das Gleis 52 bis zum Umbau um 2020 Übergabegleis ohne Oberleitung blieb.
Erst zum 1. Dezember 1915 konnte die direkte Eisenbahnverbindung nach Haiger (und damit Frankfurt) in Betrieb gehen (vgl. Dillstrecke), weil ihr Bau vorher technisch zu schwierig, militärisch nicht dringlich und von konkurrierenden Unternehmen nicht finanzierbar gewesen war. Die neu hinzugekommenen Teile des Gleisdreiecks hierfür sind die beiden Tunnel unter dem Siegener Giersberg mit den Endpunkten Siegen-Weidenau und Siegen Ost, von denen aber nur der erstgenannte zwei Gleise hat, weil die Verbindung Köln-Gießen ja über die heutige Hellertalbahn gebaut worden war. Mit der Zufahrt zu dem eingleisigen Giersbergtunnel wurde für die Ruhr-Sieg-Strecke eine gemeinsame Erhöhung des Bahndamms vorgesehen, so dass fortan beide Strecken mit je einer Brücke über die Hagener Straße geführt werden konnten und der schon damals problematische Bahnübergang Sieghütte (mit eigener Überführung für die Straßenbahn der Siegener Kreisbahn!) entfiel.

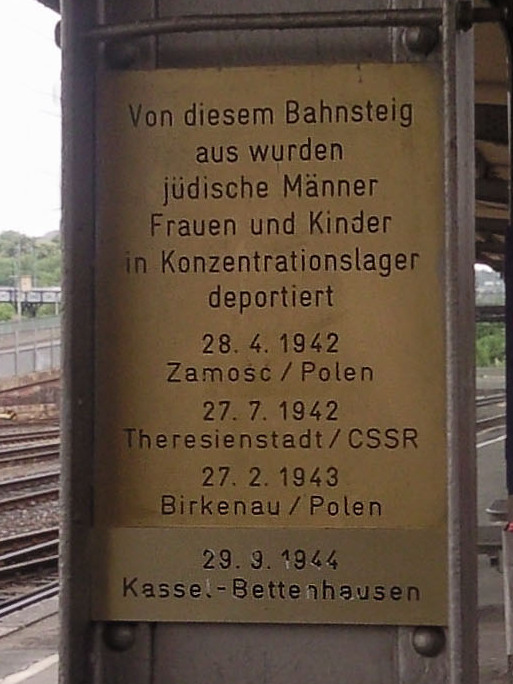
Ehemalige Gedenktafel auf Gleis 3 (inzwischen erneuert)

Während der Zeit des Nationalsozialismus wurden in den Jahren 1942 bis 1944 Menschen vorwiegend jüdischen Glaubens vom Bahnhof Siegen aus in Zwangsarbeitslager deportiert. Daran erinnert auf Initiative des Aktiven Museums Südwestfalen eine Gedenktafel an Gleis 4.

Als Eisenbahnknotenpunkt in einem Zentrum von Eisengewinnung, Stahlerzeugung, Anlagen- und Maschinenbau war das Siegener Gleisdreieck mit allen Bahnanlagen ein wichtiges strategisches Ziel der alliierten Bombenangriffe besonders am 16. Dezember 1944 und bis März 1945, bei denen 90 Prozent der Stadt, viele Gleise, aber eben nicht die erwähnten Empfangsgebäude selbst, zerstört wurden. Dies wurde zu einem zentralen Argument für deren Erhalt.
Mit der deutschen Teilung entwickelten sich nur noch die Verkehrsströme in Nord-Süd-Richtung weiter, deshalb wurde 1965 zunächst die Achse Hagen-Gießen einschließlich des Siegener Bahnhofs elektrifiziert, die Siegstrecke folgte erst 1980 und die Hellertalbahn wurde nicht mehr mit berücksichtigt, sondern auf ein Gleis zurückgebaut. Die Autobahnen 45 und 4 eröffneten 1968 bzw. 1980 wesentlich schneller befahrbare Fernverbindungen, und auch die Bahn baute ihre Strecken so aus, dass schon vor dem Bau der Schnellfahrstrecke Köln–Rhein/Main eine Fahrt aus dem Ruhrgebiet nach Frankfurt über Köln und Mainz genau so schnell war wie über Weidenau, das aus diesem Grund zum Siegener Halt der Schnellzüge und späteren InterRegio-Linie 22 geworden war.
Zwischen den Abstellgleisen zur Heeserstraße hin und der Hauptpost wurde in den 1980er Jahren ein zentrales Stellwerk der Bauart Sp Dr S600 für das Gleisdreieck und weiter bis einschließlich der Bahnhöfe Geisweid, Brachbach und Rudersdorf errichtet.
Mit der Einführung des Integralen Taktfahrplans, der die Begegnung der Regional-Express-Züge aus den drei Richtungen in Siegen zur vollen Stunde vorsieht, erweist sich der eingleisige Giersbergtunnel als Nadelöhr, weil die Züge Richtung Gießen und Frankfurt eigentlich im zweigleisigen Bereich hinter dem Güterbahnhof Siegen Ost kreuzen sollen, durch das Warten aufeinander aber auch der von dort kommende Zug Verspätung bekommt. Aus diesem Grund besteht der Rhein-Main-Verkehrsverbund auf einer Trennung der ursprünglichen Linie von Köln nach Gießen in Siegen sowie darauf, dass die Züge Richtung Hessen die genannte Kreuzung nicht durch das Warten auf Fahrgäste aus Richtung Köln verzögern, wo die begrenzten Kapazitäten das Entstehen von Verspätungen sehr wahrscheinlich und ihr Aufholen kaum möglich machen. Seit dem Fahrplanwechsel im Dezember 2021 fahren die Züge in Richtung Gießen zweistündlich bereits zur Minute 45 in Siegen ab, sodass ein Anschluss für Reisende aus Richtung Köln nicht mehr stündlich möglich ist.

## Gegenwart

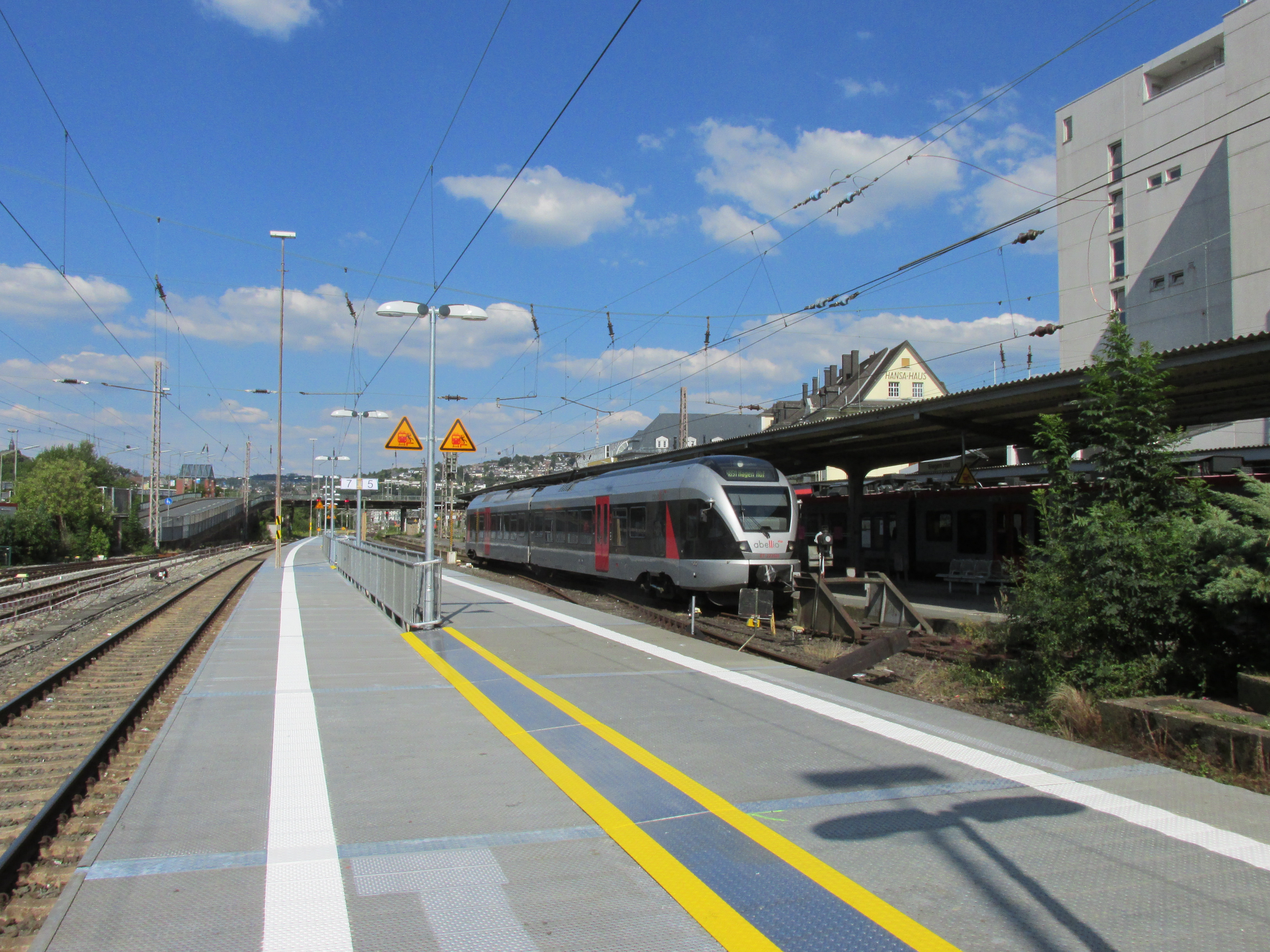
Behelfsbahnsteig mit den Gleisen 5 und 7 während der Bahnsteigsanierungen 2015.

Der Bahnhof verfügt über sechs Bahnsteiggleise, von denen die mit den Nummern 1 (Stumpfgleis Richtung Hagen/Gießen) und 2 am Hausbahnsteig liegen. Die weiteren vier Gleise, davon zwei Stumpfgleise, liegen am Mittelbahnsteig, je zwei versetzt an jeder Bahnsteigseite, so dass die beiden Zungenbahnsteige die ursprünglichen Endstationen abbilden: Gleise 3 und 4 Richtung Hagen/Gießen bzw. Gleise 54 und 55 Richtung Köln.
Die Bahnsteighöhe beträgt seit 2018 einheitlich 76 Zentimeter, die maximalen Bahnsteiglängen variieren zwischen 150 und 353 Meter. Im Jahr 2020 wurden u. a. neue Einfahrsignale installiert. Dadurch ist es jetzt beispielsweise möglich, dass der RE 9 aus Köln statt mit 30 km/h nun mit 60 km/h ins Gleis 54 fahren kann und dann erst am Bahnsteig die Geschwindigkeit reduziert. Gleiches gilt auch bei Einfahrt nach Gleis 4 für die Züge aus dem Ruhrgebiet und Münster.
Seit Anfang Juni 2015 wird die Verkehrsstation des Bahnhofs für 11,4 Millionen Euro umfassend modernisiert. Mit einem Abschluss der Umbaumaßnahmen („Modernisierungsoffensive MOF 2“) ist bis Ende 2024 zu rechnen. Bisher hat der Bahnhof neben den erneuerten Bahnsteigen eine neue Fußgängerüberführung und Aufzüge erhalten (seit Ende Februar 2019 in Betrieb), welche einen barrierefreien Zugang sowohl zu den Bahnsteigen selbst als auch zur Freudenberger Straße hin ermöglichen. Zudem erhielten die Bahnsteige neue Bedachungen sowie moderne Beleuchtungs- und Lautsprecheranlagen. Im Oktober 2020 war auch die Unterführung nach Modernisierung wieder benutzbar. Derzeit wird noch an einem neuen Dach für den Hausbahnsteig gearbeitet, damit Fahrgäste trockenen Fußes von der Bahnhofshalle zu den Bahnsteigen gelangen können.
Das Empfangsgebäude aus dem Jahr 1861 soll nach Abschluss der MOF ebenfalls modernisiert werden. Der von einem Investor mehrmals geplante Abriss und Neubau des Gebäudes wird nach Ablehnung in der Öffentlichkeit nicht weiter verfolgt. Die Deutsche Bahn AG plant nunmehr, unter Beibehaltung der alten Bausubstanz das Empfangsgebäude umzubauen.[veraltet] Interessengruppen aus der Bevölkerung fordern zudem die Eintragung in die Denkmalliste.
Die Anlagen des zum 31. Dezember 1996 aufgelösten Bahnbetriebswerkes Siegen im Westen des Hauptbahnhofes sind einschließlich Drehscheibe und Ringlokschuppen noch weitgehend erhalten. Ein ursprünglich dort geplantes Eisenbahnmuseum wird nicht mehr eingerichtet.

### Regionalverkehr

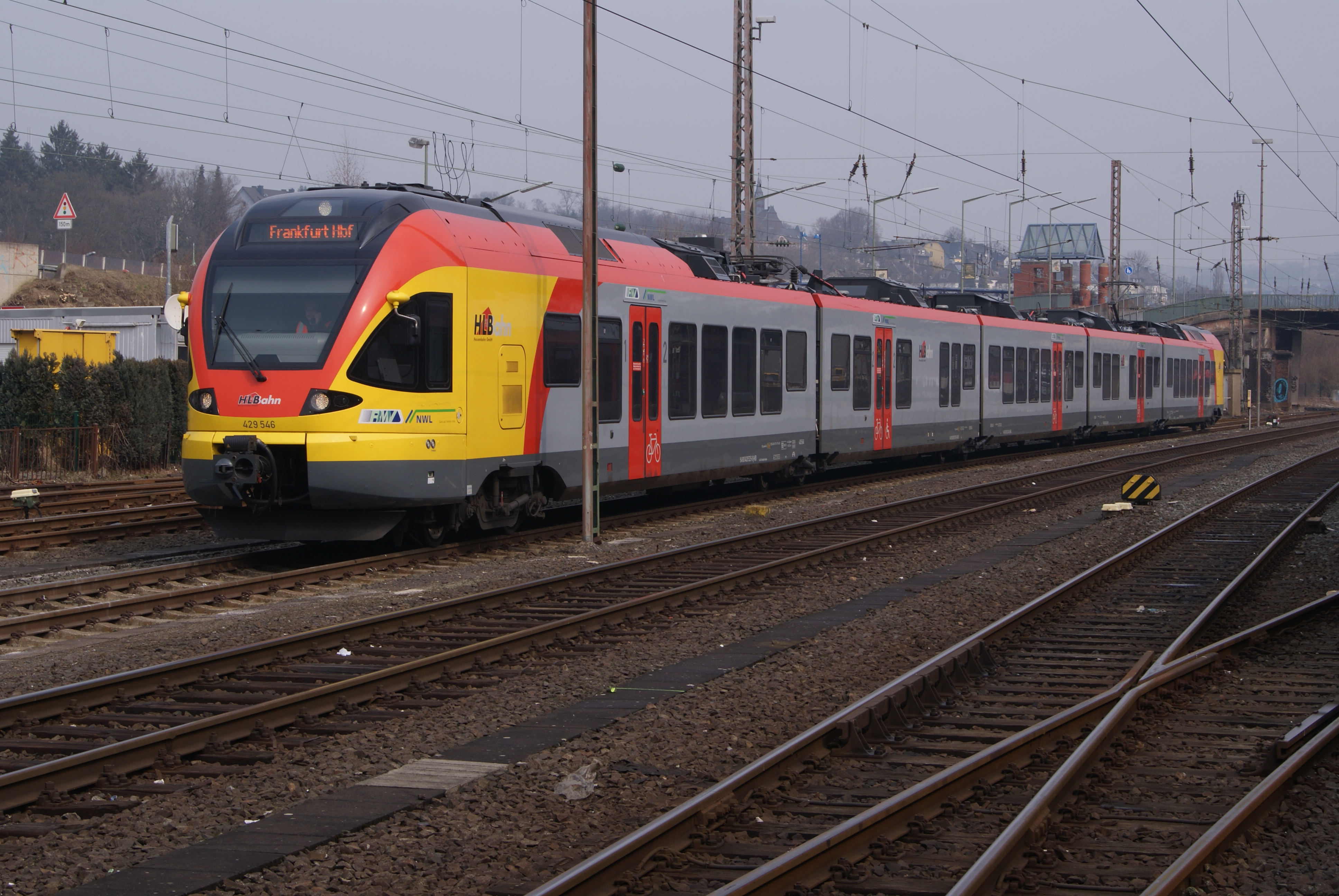
Stadler Flirt 429 546 der HLB während der Bereitstellung im Hauptbahnhof Siegen (RE 99)

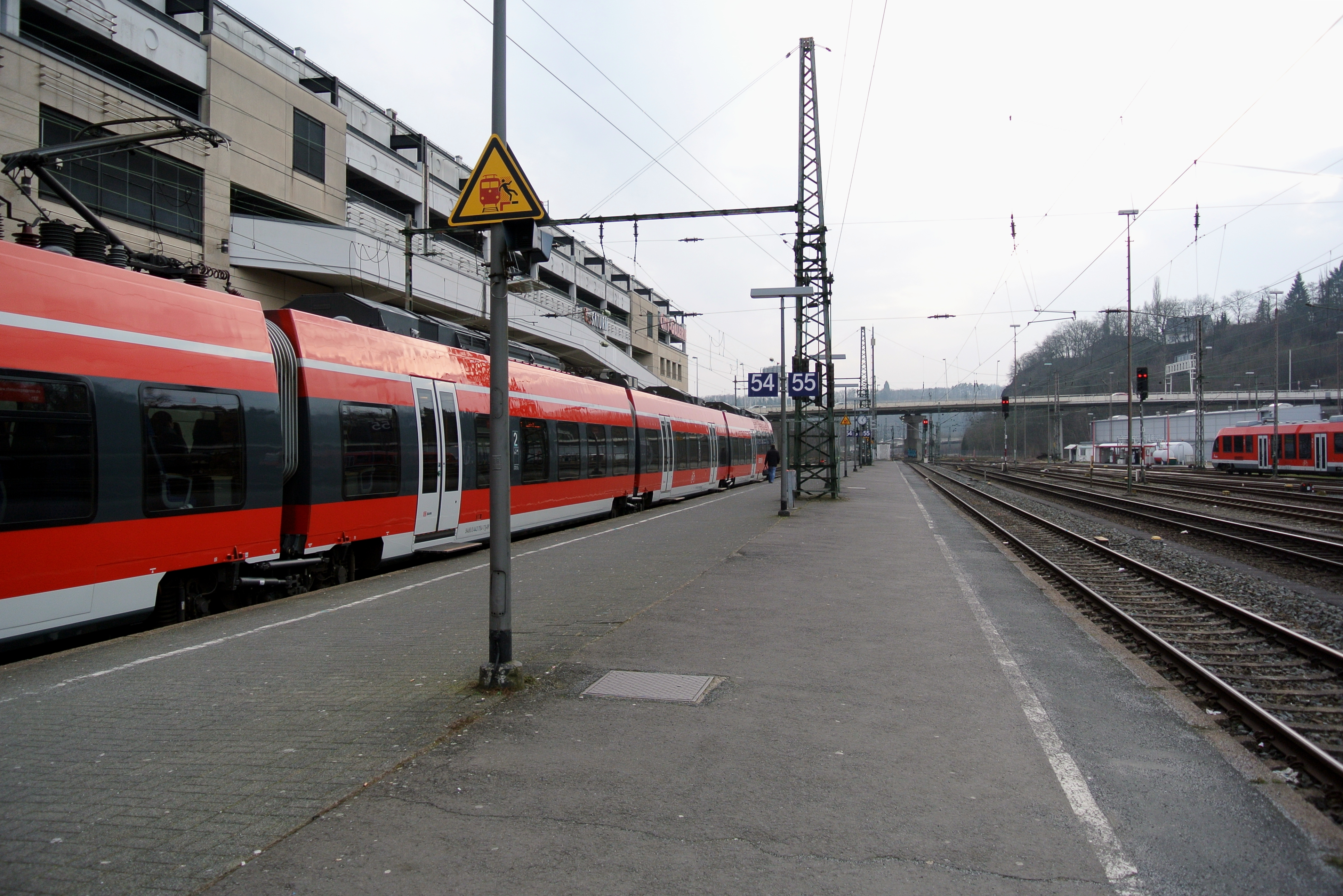
Gleise und Rhein-Sieg-Express, 2014, vor Modernisierung

Der Hauptbahnhof Siegen wird täglich von etwa 14.500 Reisenden und Pendlern genutzt. Er ist Knotenpunkt und bietet Umstiegsmöglichkeiten zum Siegener Busnetz. Im Schienenpersonennahverkehr (SPNV) verkehren folgende Linien ab bzw. über Siegen:
| Linie | Linienverlauf | Takt                                              | Betreiber         | Regelgleis                           |
| ----- | --- | ------------------------------------------------- | ----------------- | ------------------------------------ |
| RE 9  | Rhein-Sieg-Express: Aachen Hbf – Aachen-Rothe Erde – Stolberg (Rheinl) Hbf – Eschweiler Hbf – Langerwehe – Düren – Horrem – Köln-Ehrenfeld – Köln Hbf – Köln Messe/Deutz – Porz (Rhein) – Troisdorf – Siegburg/Bonn – Hennef (Sieg) – Eitorf – Herchen – (Dattenfeld –)* Schladern (Sieg) – (Rosbach (Windeck) –)* Au (Sieg) – (Etzbach –)* Wissen (Sieg) – (Niederhövels – Scheuerfeld (Sieg) –)* Betzdorf (Sieg) – Kirchen – Brachbach (– Niederschelden – Eiserfeld (Sieg))* – Siegen Hbf * Halt einzelner Züge im Nacht- und Berufsverkehr Stand: Fahrplanwechsel Dezember 2023 | 60 min                                            | DB Regio          | 54                                   |
| RE 34 | Dortmund-Siegerland-Express: Dortmund Hbf – Witten Hbf – Hagen-Hohenlimburg – Iserlohn-Letmathe – Altena (Westf) – Werdohl – Plettenberg – Finnentrop – Lennestadt-Grevenbrück – Lennestadt-Altenhundem – Kirchhundem-Welschen Ennest – Kreuztal – Siegen-Weidenau – Siegen Hbf Stand: Fahrplanwechsel Dezember 2024 | 60 min, 120 min                                   | DB Regio HLB VIAS | 4                                    |
| RE 99 | Main-Sieg-Express: Siegen Hbf – Wilnsdorf-Rudersdorf (zweistdl.) – Dillbrecht (zweistdl.) – Rodenbach (Dillkr) (zweistdl.) – Haiger – Sechshelden (zweistdl.) – Dillenburg – Herborn (Dillkr) – Wetzlar – Gießen – Friedberg (Hess) – Frankfurt (Main) West (einzelne Züge im Berufsverkehr) – Frankfurt (Main) Hbf Gießen – Frankfurt vereinigt mit RE 98 von Kassel Stand: Fahrplanwechsel Dezember 2021 | 60 min (Siegen–Gießen) 120 min (Gießen–Frankfurt) | HLB Hessenbahn    | 3                                    |
| RB 90 | Westerwald-Sieg-Bahn: (Kreuztal – Siegen-Geisweid – Siegen-Weidenau –)* Siegen Hbf – Eiserfeld (Sieg) – Niederschelden Nord – Niederschelden – Mudersbach – Brachbach – Freusburg Siedlung – Kirchen – Betzdorf (Sieg) – Scheuerfeld (Sieg) – Niederhövels – Wissen (Sieg) – Etzbach – Au (Sieg) – Geilhausen – Hohegrete – Breitscheidt (Kr Altenkirchen Ww) – Kloster Marienthal (wochentags zweistdl.) – Obererbach – Altenkirchen (Westerwald) – Ingelbach – Hattert – Hachenburg – Unnau-Korb – Nistertal-Bad Marienberg (– Büdingen (Westerw) – Enspel – Rotenhain) (zweistündlich) – Langenhahn – Westerburg – Willmenrod – Berzhahn – Wilsenroth – Frickhofen – Niederzeuzheim – Hadamar – Niederhadamar – Elz (Kr Limburg/Lahn) – Staffel – Diez Ost – Limburg (Lahn) * einzelne Züge an Werktagen Stand: Fahrplanwechsel Dezember 2024 | 60 min                                            | HLB Hessenbahn    | 55 (Abfahrt) 3 (Ankunft)             |
| RB 91 | Ruhr-Sieg-Bahn: Hagen Hbf – Hohenlimburg – Iserlohn-Letmathe – Altena (Westf) – Werdohl – Plettenberg – Finnentrop – Lennestadt-Grevenbrück – Lennestadt-Meggen – Lennestadt-Altenhundem – Kirchhundem – Kirchhundem-Welschen Ennest – Kreuztal-Littfeld – Kreuztal-Eichen – Kreuztal – Siegen-Geisweid – Siegen-Weidenau – Siegen Hbf Stand: Fahrplanwechsel Dezember 2023 | 60 min (werktags) 120 min (sonn-/feiertags)       | VIAS              | 1                                    |
| RB 93 | Rothaarbahn: Betzdorf (Sieg) – Kirchen – Freusburg Siedlung – Brachbach – Mudersbach – Niederschelden – Niederschelden Nord – Eiserfeld (Sieg) – Siegen Hbf – Siegen-Weidenau – Siegen-Geisweid – Kreuztal – Ferndorf (Siegen) – Kredenbach – Dahlbruch – Hillnhütten – Stift Keppel-Allenbach – Hilchenbach – Vormwald Dorf – Vormwald – Lützel – Erndtebrück – Birkelbach – Aue-Wingeshausen – Berghausen (b Wittgenstein) – Raumland-Markhausen – Bad Berleburg Werktags einzelne Fahrten von Au (Sieg) bzw. Altenkirchen, Samstags 2x von Marburg nach Betzdorf als RB 94 Stand: Fahrplanwechsel Dezember 2021 | 60 min 120 min (Betzdorf–Siegen sonn-/feiertags)  | HLB Hessenbahn    | 3 (Rtg. Kreuztal) 55 (Rtg. Betzdorf) |
| RB 95 | Sieg-Dill-Bahn: Siegen Hbf – Wilnsdorf-Rudersdorf – Dillbrecht – Rodenbach (Dillkr) – Haiger – Sechshelden – Dillenburg Stand: Fahrplanwechsel Dezember 2021 | 120 min (werktags)                                | HLB Hessenbahn    | 2                                    |

Das zweite Los des Vergabeverfahrens über Leistungen im Dieselnetz Eifel-Westerwald-Sieg ging an die Hessische Landesbahn (HLB), die seit Dezember 2014 die Regionalbahnleistungen der Dreiländerbahn (DLB) vollständig übernommen hat. Die RB 90 aus Richtung Limburg ist seit Dezember 2015 bis Siegen Hbf und vereinzelt bis nach Kreuztal durchgebunden. Die RB 93 verkehrt nun ab Siegen Hbf weiter in Richtung Betzdorf. Die RB 95 fährt nur noch zwischen Siegen Hbf und Dillenburg. Dieses Konzept ermöglicht Taktverdichtungen zwischen Siegen und Betzdorf sowie Siegen und Kreuztal. Ferner werden unnötige Umstiege vermieden.
Seit dem Fahrplanwechsel 2019/20 sind an Samstagen zwei Züge der Linie RB 94 (Marburg–Erndtebrück) über Siegen Hbf bis Betzdorf durchgebunden. Durch diese Fahrten soll eine Umstellung des Zugbetriebs auf der Rothaarbahn und der Oberen Lahntalbahn geprüft werden. Es ist geplant, dass die Züge ab dem Fahrplanwechsel 2025/26 durchgängig zwischen Marburg und Siegen verkehren. Fahrgäste von und nach Bad Berleburg müssten dann in Erndtebrück umsteigen.

### Fernverkehr

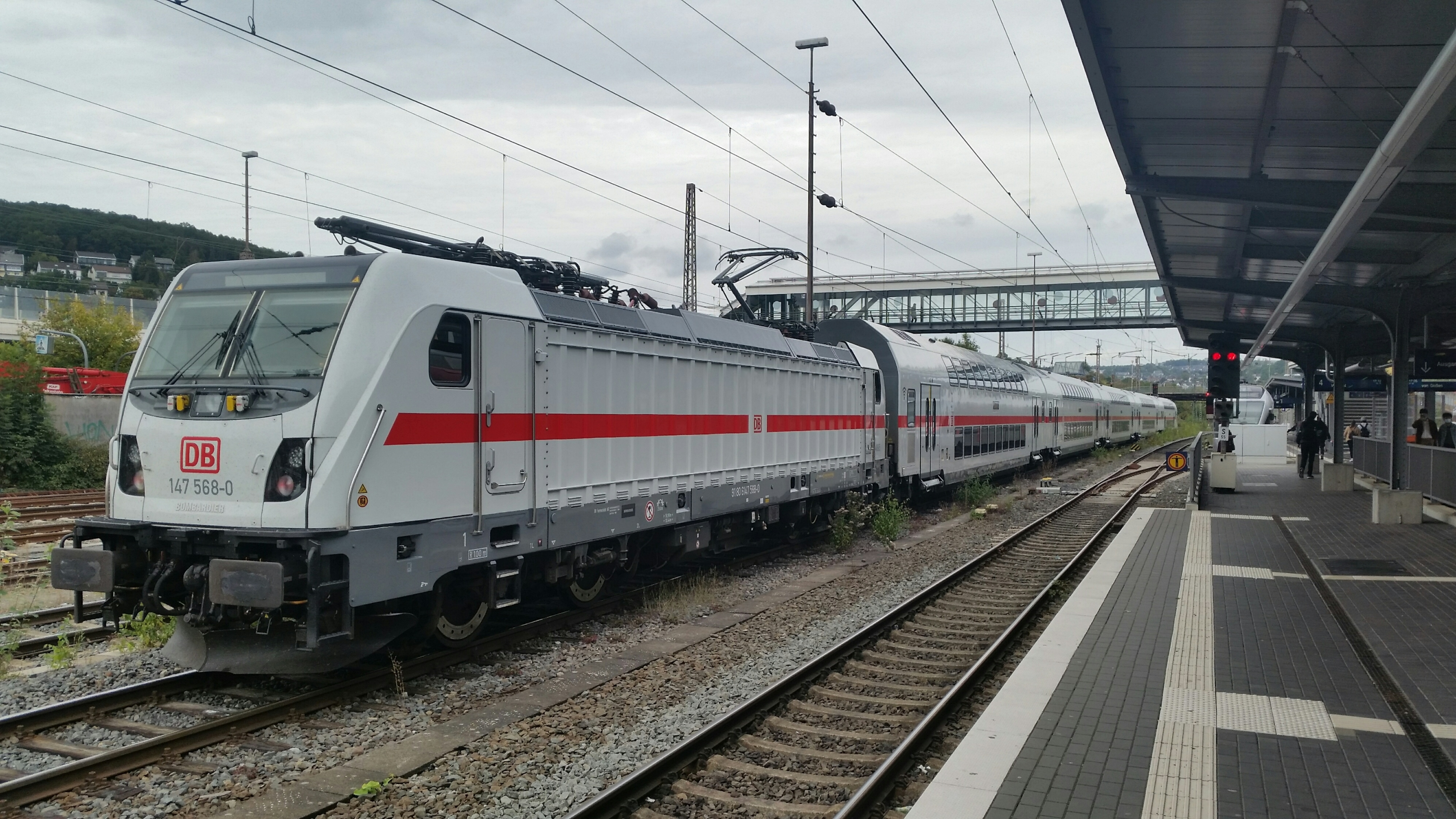
DB Baureihe 147.5 mit IC2-Wagen zur Personalschulung, Herbst 2021

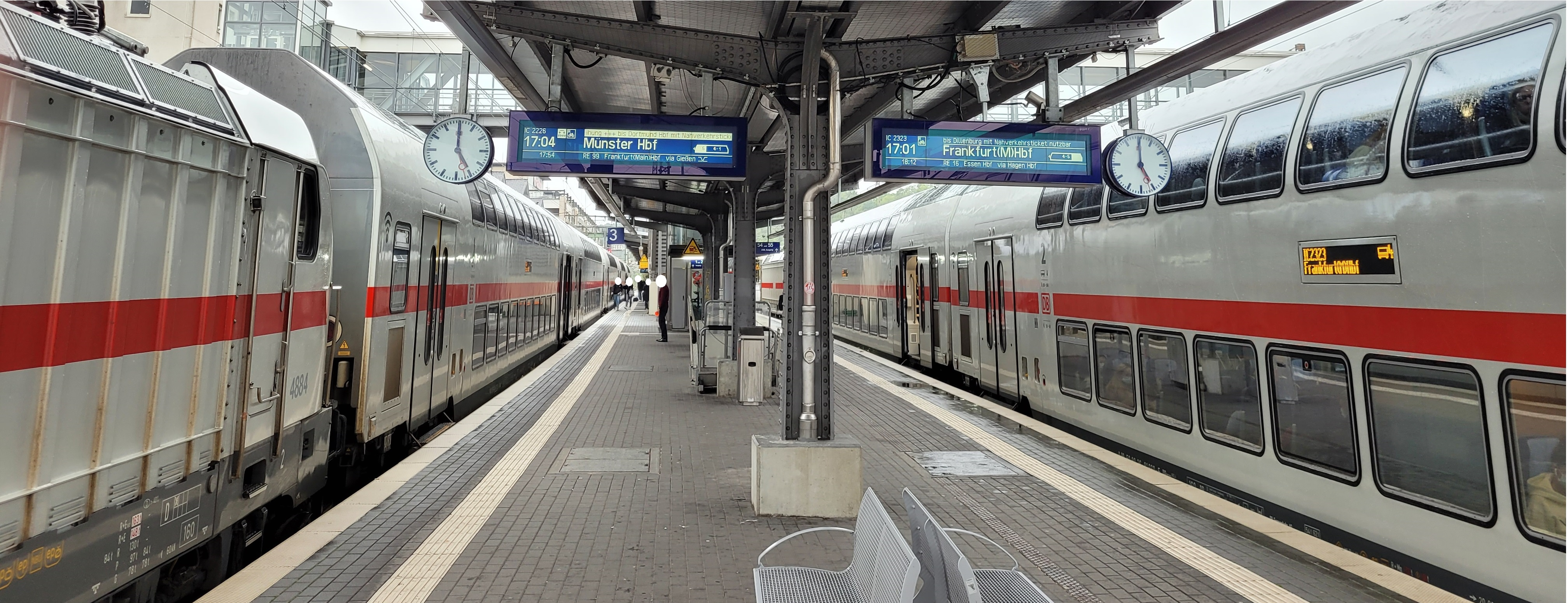
Zwei Intercitys treffen sich zur vollen ungeraden Stunde an Gleis 3 und 4, Herbst 2022

Seit dem 12. Dezember 2021 fährt die IC-Linie 34 mit Doppelstockwagen den Hauptbahnhof Siegen an. Bis Dezember 2024 verkehrten auf der Verbindung Münster–Hamm–Dortmund/Unna–Siegen–Frankfurt acht Zugpaare, wovon zwei Paare zwischen Siegen und Hamm beschleunigt unterwegs waren und in Hamm einen direkten Anschluss zur ICE-Linie 10 in Richtung Hannover und Berlin ermöglichten. Eines der schnelleren Zugpaare fuhr über Münster hinaus bis Norddeich Mole. Die restlichen sechs hatten eine geringere Reisegeschwindigkeit und fuhren ab Letmathe an Hagen vorbei bis Dortmund bzw. über Dortmund weiter nach Münster. Seit dem Fahrplanwechsel im Dezember 2024 wurden die zwei eigenwirtschaftlich beschleunigten Zugpaare sowie die in Siegen beginnenden und endenden Züge eingestellt. Der erste Zug montags bis freitags in Richtung Dortmund ist von Stuttgart über Karlsruhe, Heidelberg, Mannheim und Frankfurt Flughafen durchgebunden. Bei größerer Verspätung lassen die Züge der Linie 34 den Halt am Siegener Hauptbahnhof aus und werden durch den zweigleisigen Giersbergtunnel umgeleitet und umgehen somit Siegen Hbf ohne Fahrtrichtungswechsel.
Im Juli und September 2025 gibt es einzelne ICE-Verbindungen von München über Siegen nach Dortmund.
| Linie   | Linienverlauf | Takt             | Betreiber      |
| ------- | --- | ---------------- | -------------- |
| ICE1222 | München – Ingolstadt – Nürnberg – Würzburg – Hanau – Frankfurt – Siegen Hbf – Köln Messe/Deutz – Solingen – Wuppertal – Hagen – Dortmund | einzelne Fahrten | DB Fernverkehr |
| IC 34   | von Münster kommend: Dortmund Hbf – Witten Hbf – Iserlohn-Letmathe – Altena (Westf) – Werdohl – Plettenberg – Finnentrop – Lennestadt-Grevenbrück – Lennestadt-Altenhundem – Kreuztal – Siegen-Weidenau – Siegen Hbf – Dillenburg, dann weiter nach Frankfurt (Main) Freigabe für Nahverkehrstickets nur zwischen Dortmund und Dillenburg Stand: Fahrplanwechsel Dezember 2024 | 120 min, 240 min | DB Fernverkehr |

Seit Juli 2021 fuhr der UEX-Nachtzug Düsseldorf–Verona–Düsseldorf an jedem Wochenende freitags/sonntags den Hauptbahnhof Siegen an. Es handelt sich um eine Kombination mit dem Autoreisezug (Verladung nur in Düsseldorf und Verona möglich). Diese bilden eine Einheit.
Im Laufe des Jahres 2021 kamen weitere Verbindungen hinzu. Im Winter führt ein Zug von Münster über Siegen nach Tirol. Seit 2023 fährt der UEX nur noch nach Innsbruck.
| Linie         | Linienverlauf | Takt                                   | Betreiber       |
| ------------- | --- | -------------------------------------- | --------------- |
| UEX 328/329   | Düsseldorf – Köln Messe/Deutz – (Siegburg/Bonn)* – Siegen Hbf – Aschaffenburg – München Ost – Kufstein – Innsbruck                                         | ein Zugpaar freitags/sonntags (Sommer) | Urlaubs-Express |
| UEX 1386/1387 | Düsseldorf – Köln Messe/Deutz – (Siegburg/Bonn)* – Siegen Hbf (– Gießen)* – (Augsburg)** – München Ost – Kufstein – Innsbruck                              | unregelmäßig (Sommer)                  | Urlaubs-Express |
| UEX 1866/1867 | Düsseldorf – Köln Messe/Deutz – Siegen Hbf (– Gießen)** – Augsburg – München Ost                                                                           | unregelmäßig (Sommer)                  | Urlaubs-Express |
| UEX 1381/1382 | Münster – Dortmund – Essen – Duisburg – Düsseldorf – Köln – Siegburg/Bonn – Siegen Hbf – München Ost – Kufstein – Wörgl – Innsbruck – St. Anton a. Arlberg | wöchentlich (Winter)                   | Urlaubs-Express |

*nur Richtung Süden
**nur Richtung Norden
In den 1980er und 1990er Jahren gab es von Siegen-Weidenau eine Fernzug-Verbindung nach Oberstdorf. Außerdem fuhr von Montag bis Freitag die Schnellverbindung mit D 810/811, der Dortmund und Frankfurt in einer Fahrzeit von unter drei Stunden verband. Dieser besonders für Geschäftsreisende geeignete Zug hielt unterwegs nur in Siegen-Weidenau und Wetzlar. Weitere Schnellzüge aus Richtung Münsterland und östliches Ruhrgebiet (Dortmund, Hagen) hielten in Weidenau auf ihrem Weg nach Gießen und Frankfurt am Main. Auch Fernzüge der Relation Köln – Gießen – Kassel hielten bis Ende der 1990er Jahre zum Teil mehrmals täglich in Siegen.
Im Zeitraum zwischen 1993 und 2002 war der Bahnhof Siegen-Weidenau Systemhalt im Fernverkehr der Interregio-Linie 22. Diese verlief im Zwei-Stunden-Takt als Nachfolger der klassischen Schnellzüge von Münster über Hamm, Hagen, Siegen-Weidenau und Gießen nach Frankfurt am Main. Ein Zugpaar dieser Linie verkehrte jeweils im Sommerhalbjahr ab/bis Norddeich Mole. Später führten die restlichen Verbindungen über Wuppertal nach Düsseldorf. Trotz der Bedeutung dieser – zu keinem Zeitpunkt beworbenen – Züge, als preiswerte und komfortable Alternative zur Rheinschiene sowie der Erschließungsfunktion innerhalb des Sauer- und Siegerlandes, stellte die Deutsche Bahn den Betrieb aufgrund von Unwirtschaftlichkeit ein. Siegen verlor somit vorläufig seine gesamte Fernverkehrsanbindung.
Von Juni 2003 bis Ende September 2003 hielt in Siegen der InterConnex 3 (Neuss–Rostock). Dieses Angebot wurde relativ schnell wegen schwacher Nachfrage und besserer Möglichkeiten zur Verwendung der Fahrzeuge im Nahverkehr eingestellt.
Zwischen dem 13. Dezember 2009 und dem 10. Dezember 2011 verkehrte täglich am Tagesrand ein EuroCity-Zugpaar der Linie 62 von Siegen über Gießen, Frankfurt am Main, Stuttgart, München und Salzburg nach Klagenfurt am Wörthersee. Durch einen Kurswagen bestand eine direkte Verbindung mit Zagreb.
Am 3. und 4. Juli 2021 war Siegen für ein Wochenende wieder an das Netz von DB Fernverkehr angebunden. Es fuhr am Samstag ein Intercity nach Norddeich Mole und am folgenden Sonntag ein IC zurück Richtung Frankfurt. Dieses Zugpaar wurde mit einer herkömmlichen Intercity-Wagengarnitur gefahren und zusätzlich zu den fahrplanmäßigen Zügen der Linien RE 16 und RE 99 eingesetzt. Ursprünglich sollten auch im August 2021 vier weitere Zugpaare auf der Verbindung Frankfurt-Siegen-Norddeich Mole verkehren, die aber aufgrund des Hochwassers 2021 und der folglich seit dem 14. Juli 2021 bis zum 11. Dezember 2021 abschnittsweise gesperrten Ruhr-Sieg-Strecke ersatzlos gestrichen wurden. Die Fahrten im Juli standen nicht in Verbindung mit der neuen IC-Linie, die im Dezember 2021 startete.

### Umstieg zum Busverkehr
Unmittelbar vor dem Hauptbahnhof befindet sich der ZOB (Zentraler Omnibus-Bahnhof) für die Siegener Innenstadt. Von hier verkehren die Citybusse, sowie die Regional- und Schnellbusse ins Umland (Nahverkehr in Siegen). Die Fernbusse verkehren weiterhin von einer provisorischen Haltestelle an der Koblenzer Straße, etwa 500 m vom ZOB entfernt. Geplant ist die Verlegung der Fernbushaltestelle hinter den Hauptbahnhof zum heutigen Busbereitstellungsplatz. Dort wären die Fernbusse auch für Bahnkunden bequem erreichbar.

## Namensgebung

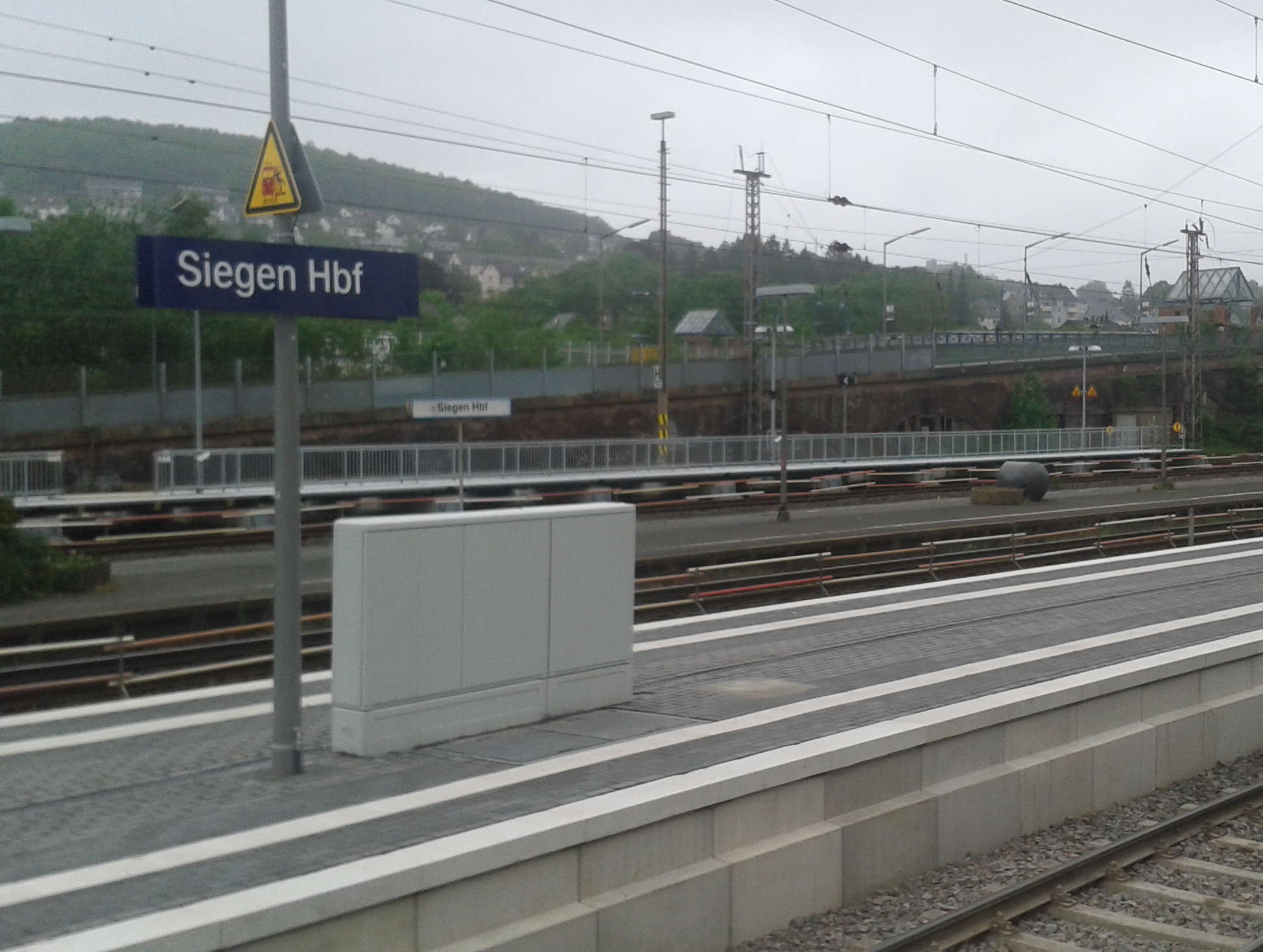
Neue Beschilderung Siegen Hbf

Der Siegener Hauptbahnhof wurde seitens DB Station&Service bis 2017 nicht offiziell als Hauptbahnhof bezeichnet. Dennoch befand sich die Bezeichnung Siegen Hbf auf einigen Stationsschildern im Bahnhof und auf der Straßen-Wegweiser-Beschilderung in der Innenstadt. Auch automatische Fahrgastansagen im Rhein-Sieg-Express kündigten als nächsten Halt „Siegen Hauptbahnhof“ an.
Mit Abschluss der Modernisierungsarbeiten im Jahr 2017 wurde von DB StuS zum Fahrplanwechsel im Dezember die offizielle Namensänderung in Siegen Hbf vollzogen. DB Netz bezeichnete die Betriebsstelle weiterhin als Siegen.

## Weitere Einrichtungen

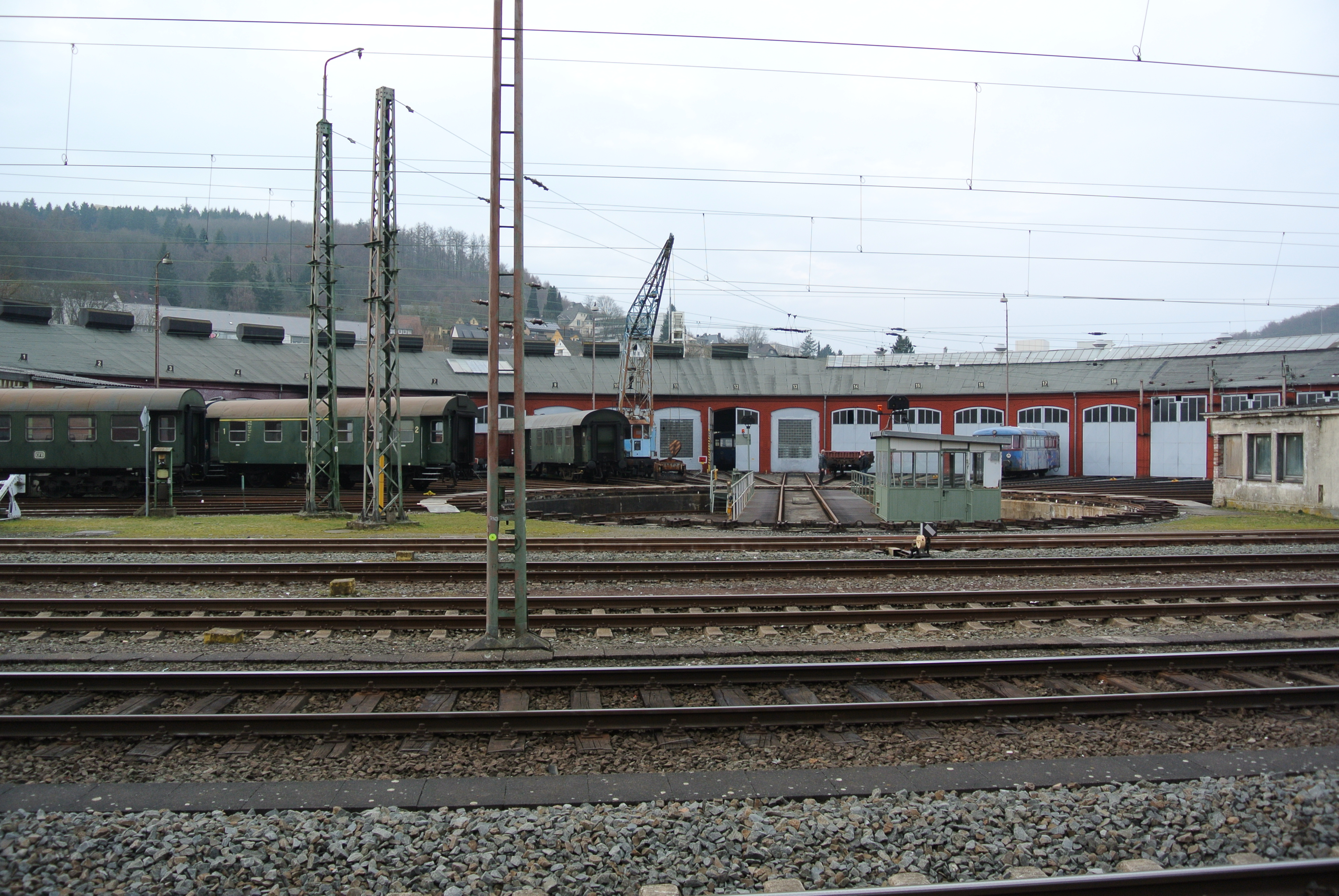
Lokschuppen

Im Bahnhof befinden sich ein DB-Reisezentrum und ein Zeitschriftenladen. Bis Ende 2013 befand sich im Gebäude auch eine McDonald’s-Filiale. Nach längerem Leerstand hat im November 2018 Kentucky Fried Chicken dort eine Filiale eröffnet. In den bis Anfang 2015 durch die Bahnhofsgaststätte genutzten Räumlichkeiten hat am 25. Juli 2019 eine kleine Rewe-Filiale mit Spezialisierung auf Mitnehmprodukte eröffnet.